# توماس (فيرجينيا الغربية)
توماس (بالإنجليزية: Thomas, West Virginia) هي مدينة تقع في الولايات المتحدة في مقاطعة تاكر. يقدر عدد سكانها بـ 586 نسمة ومساحتها 11.68 كم2 وترتفع عن سطح البحر 925 متر.

## التركيبة السكانية
قام مكتب تعداد الولايات المتحدة بتحديد بيانات التركيبة السكانية لتوماس في تعداد الولايات المتحدة. في ما يلي، التركيبة السكانية حسب تعدادي 2000 و2010.

### تعداد عام 2000
بلغ عدد سكان توماس 452 نسمة بحسب تعداد عام 2000، وبلغ عدد الأسر 224 أسرة وعدد العائلات 127 عائلة مقيمة في المدينة. في حين سجلت الكثافة السكانية 753.6 نسمة لكل ميل مربع (291.0/كم2). وبلغ عدد الوحدات السكنية 280 وحدة بمتوسط كثافة قدره 466.8 نسمة لكل ميل مربع (180.2/كم2).
وتوزع التركيب العرقي للمدينة بنسبة 98.67% من البيض و 1.33% من عرقين مختلطين أو أكثر.
بلغ عدد الأسر 224 أسرة كانت نسبة 16.5% منها لديها أطفال تحت سن الثامنة عشر تعيش معهم، وبلغت نسبة الأزواج القاطنين مع بعضهم البعض 46.0% من أصل المجموع الكلي للأسر، ونسبة 7.6% من الأسر كان لديها معيلات من الإناث دون وجود شريك، وكانت نسبة 42.9% من غير العائلات. تألفت نسبة 39.7% من أصل جميع الأسر من أفراد ونسبة 23.7% كانوا يعيش معهم شخص وحيد يبلغ من العمر 65 عاماً فما فوق. وبلغ متوسط حجم الأسرة المعيشية 2.69، أما متوسط حجم العائلات فبلغ 2.02.
بلغ العمر الوسطي للسكان 48 عاماً. وكانت نسبة 15.0% من القاطنين تحت سن الثامنة عشر، وكانت نسبة 5.5% بين الثامنة عشر والأربعة وعشرون عاماً، ونسبة 24.1% كانت واقعةً في الفئة العمرية ما بين الخامسة والعشرون حتى والأربعة وأربعون عاماً، ونسبة 33.8% كانت ما بين الخامسة والأربعون حتى الرابعة والستون، ونسبة 21.5% كانت ضمن فئة الخامسة والستون عاماً فما فوق. يوجد لكل 100 أنثى 85.2 ذكر، ويوجد لكل 100 أنثى في الثامنة عشر من عمرها فما فوق 87.3 ذكر.
بلغ متوسط دخل الأسرة في المدينة 22,443 دولار، أما متوسط دخل العائلة فبلغ 25,417 دولار. وكان متوسط دخل الذكور 27,188 دولار مقابل 14,886 دولار للإناث. وسجل دخل الفرد الخاص بالمدينة 14,918 دولار. وكانت نسبة 13.8% من العائلات ونسبة 13.7% من السكان تحت خط الفقر، وكان من هؤلاء نسبة 19.1% تحت سن الثامنة عشر ونسبة 11.5% في الخامسة والستين من العمر وما فوق.

### تعداد عام 2010
بلغ عدد سكان توماس 586 نسمة بحسب تعداد عام 2010، وبلغ عدد الأسر 253 أسرة وعدد العائلات 130 عائلة مقيمة في المدينة. في حين سجلت الكثافة السكانية 131.4 نسمة لكل ميل مربع (50.7/كم2). وبلغ عدد الوحدات السكنية 345 وحدة بمتوسط كثافة قدره 77.4 لكل ميل مربع (29.9/كم2).
وتوزع التركيب العرقي للمدينة بنسبة 99.5% من البيض و 0.2% من الأمريكيين الأصليين و 0.3% من عرقين مختلطين أو أكثر.
بلغ عدد الأسر 253 أسرة كانت نسبة 17.4% منها لديها أطفال تحت سن الثامنة عشر تعيش معهم، وبلغت نسبة الأزواج القاطنين مع بعضهم البعض 37.2% من أصل المجموع الكلي للأسر، ونسبة 7.9% من الأسر كان لديها معيلات من الإناث دون وجود شريك، بينما كانت نسبة 6.3% من الأسر لديها معيلون من الذكور دون وجود شريكة وكانت نسبة 48.6% من غير العائلات. تألفت نسبة 42.3% من أصل جميع الأسر من أفراد ونسبة 22.1% كانوا يعيش معهم شخص وحيد يبلغ من العمر 65 عاماً فما فوق. وبلغ متوسط حجم الأسرة المعيشية 2.62، أما متوسط حجم العائلات فبلغ 1.95.
بلغ العمر الوسطي للسكان 56.6 عاماً. وكانت نسبة 11.3% من القاطنين تحت سن الثامنة عشر، وكانت نسبة 5.4% بين الثامنة عشر والأربعة وعشرون عاماً، ونسبة 19.2% كانت واقعةً في الفئة العمرية ما بين الخامسة والعشرون حتى والأربعة وأربعون عاماً، ونسبة 28.8% كانت ما بين الخامسة والأربعون حتى الرابعة والستون، ونسبة 35.2% كانت ضمن فئة الخامسة والستون عاماً فما فوق. وتوزع التركيب الجنسي للسكان بنسبة 46.8% ذكور و53.2% إناث.

## معرض صور

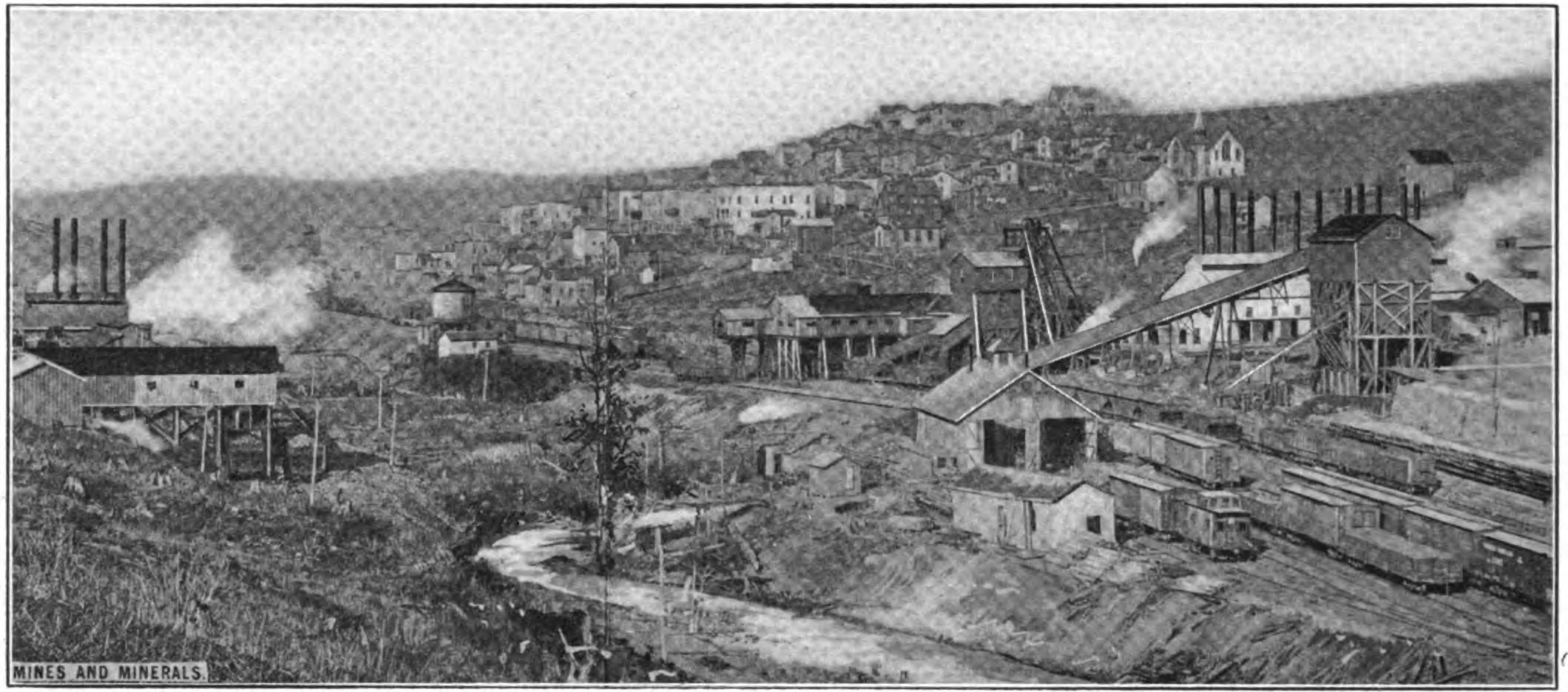
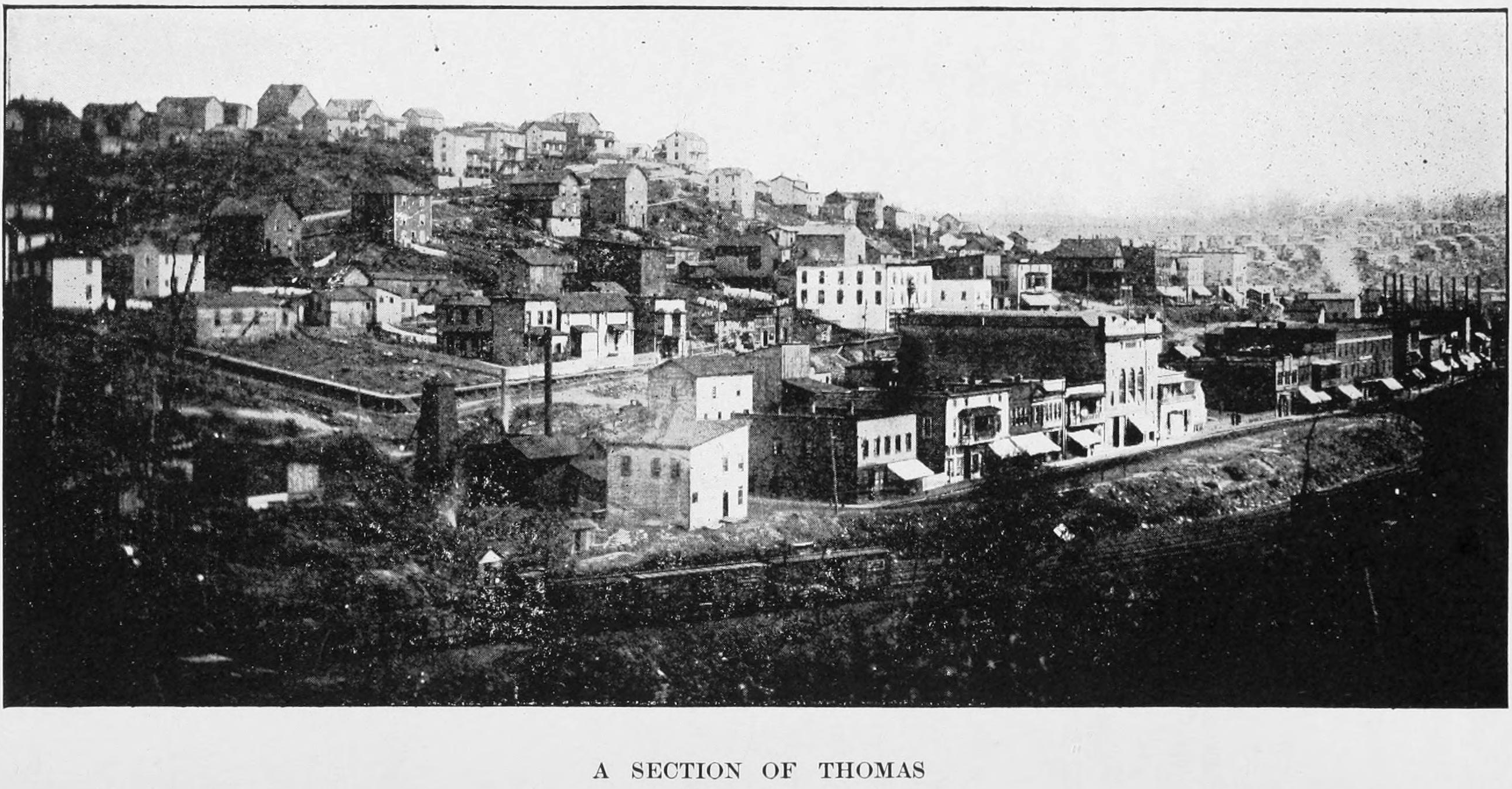
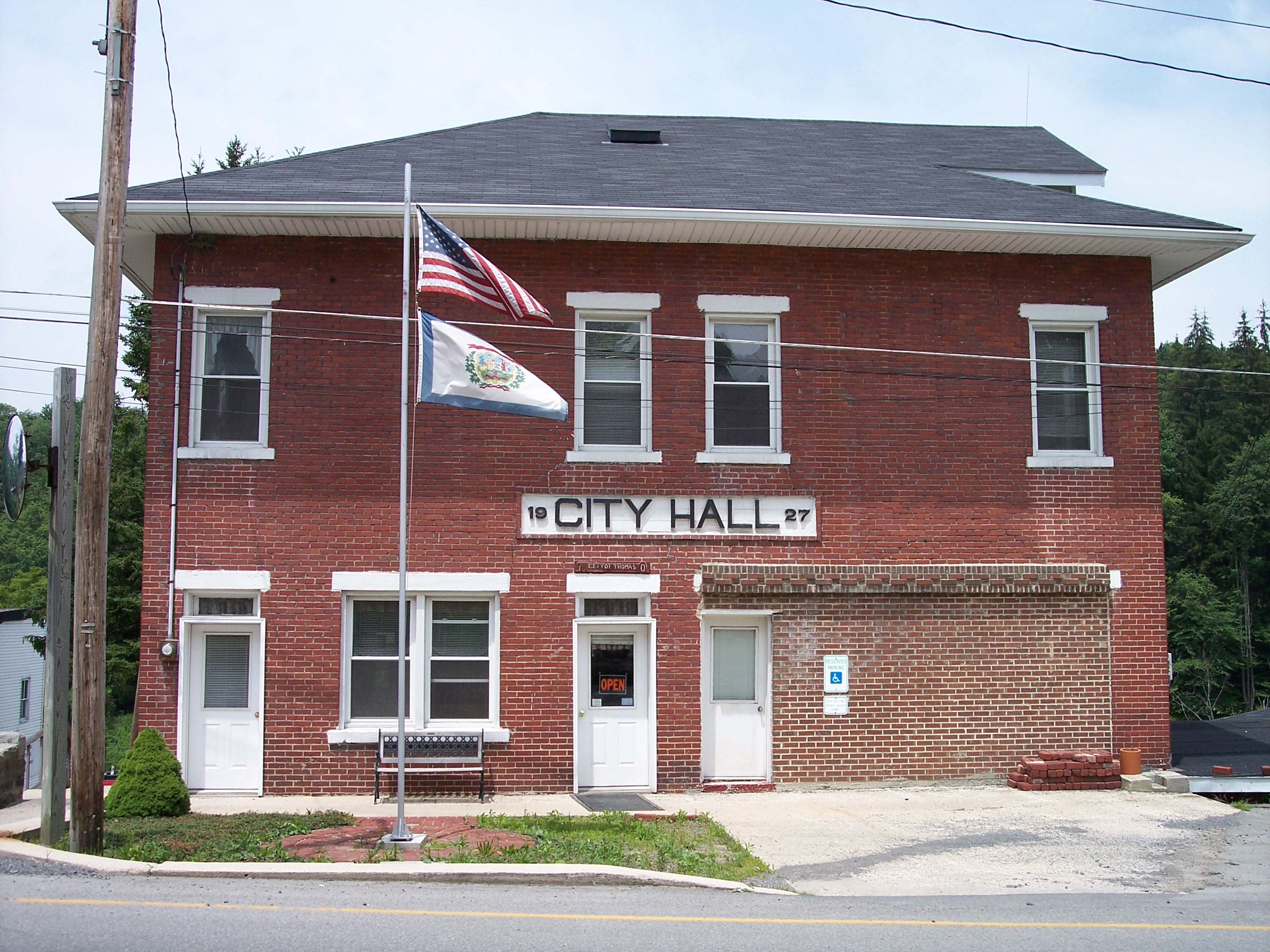
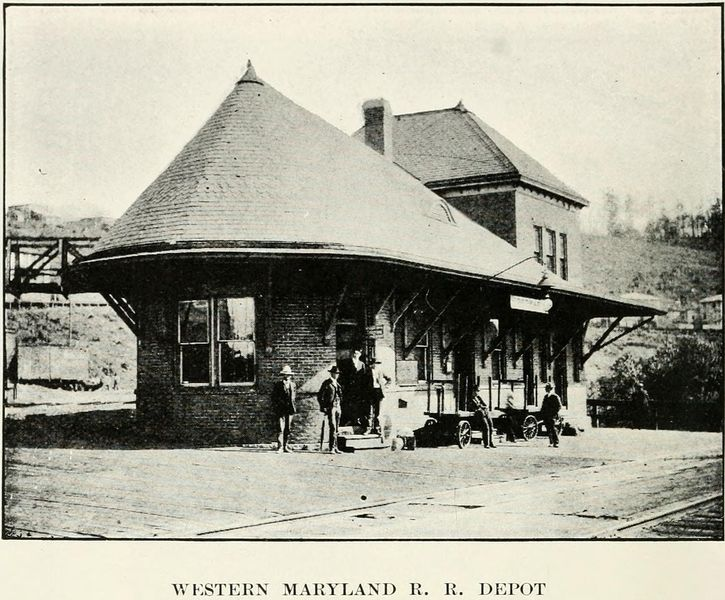
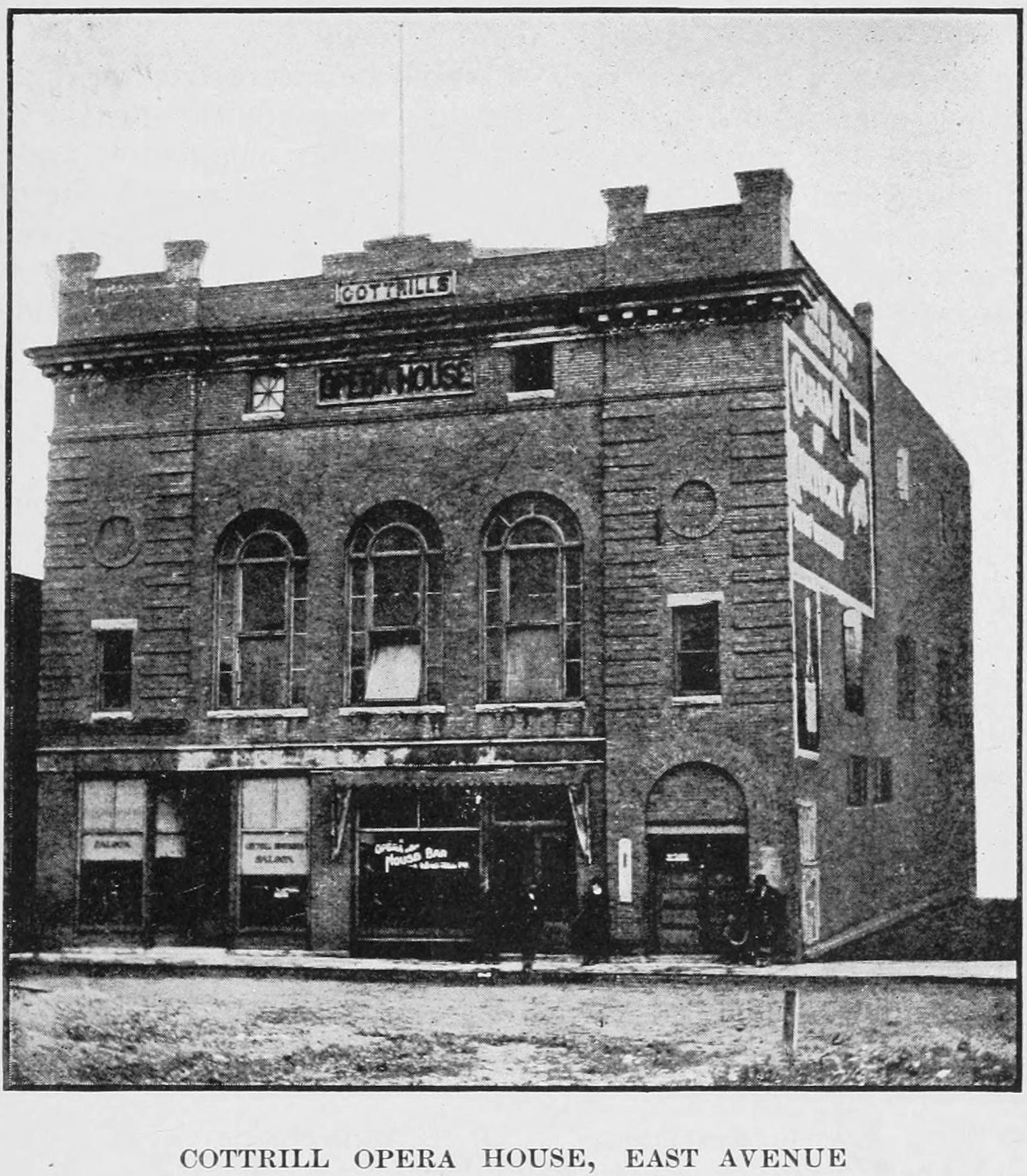
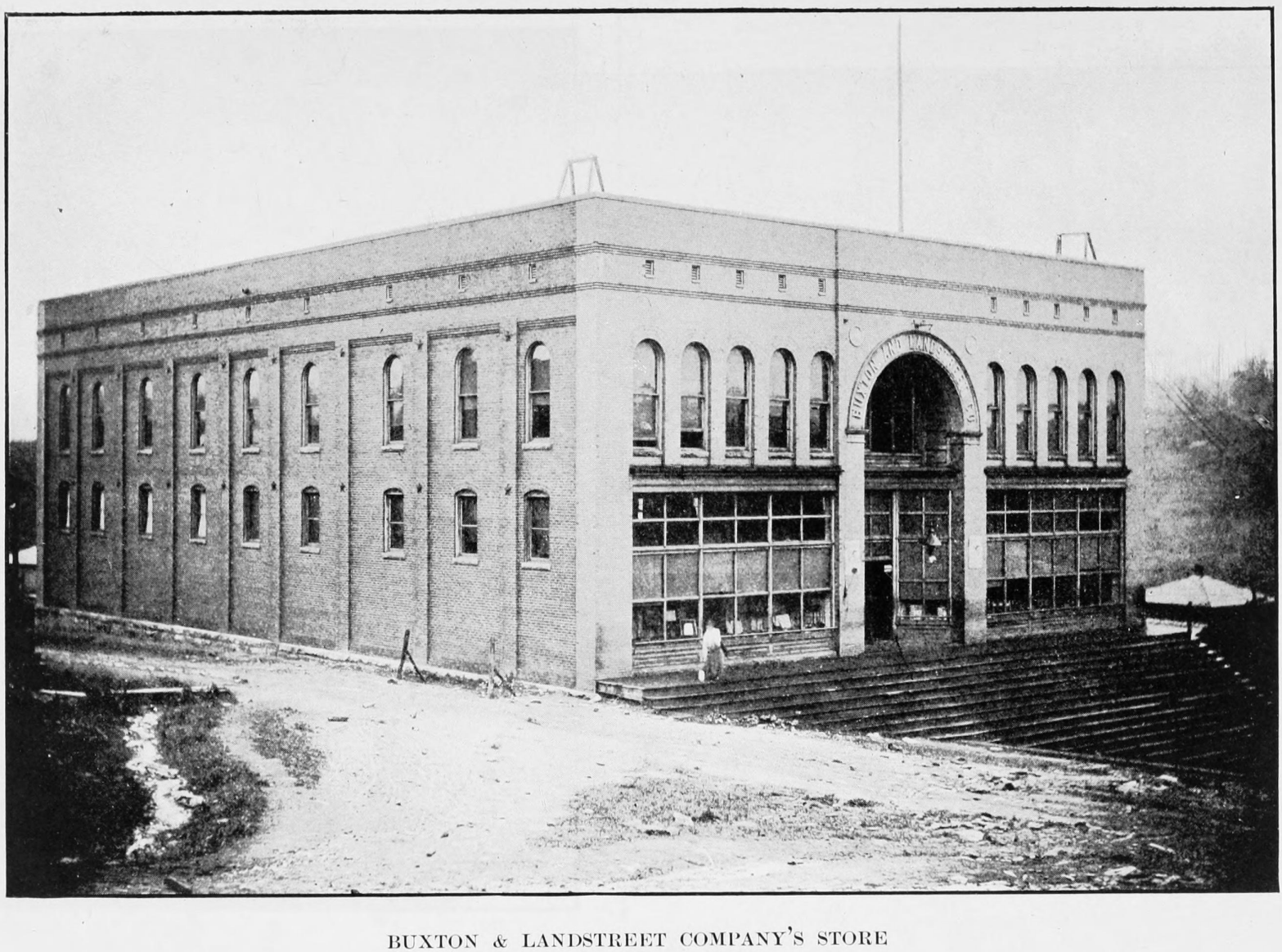